# Deutsche Skilanglauf-Meisterschaften 2019
Die Deutschen Skilanglauf-Meisterschaften 2019 fanden wie im Vorjahr in Reit im Winkl statt. Massenstartrennen, Teamsprint und Staffel wurden vom 29. bis zum 31. März 2019 im Langlaufstadion Reit im Winkl ausgetragen. Die Rennen wurden vom WSV Reit im Winkl ausgerichtet.

## Ergebnisse Herren

### 30 km Freistil Massenstart
| Platz | Name                 | Verein                        | Zeit        |
| ----- | -------------------- | ----------------------------- | ----------- |
| 1     | Jonas Dobler         | SC Traunstein                 | 1:12:26,7 h |
| 2     | Lucas Bögl           | SC Gaißach                    | 1:12:30,2 h |
| 3     | Florian Notz         | SZ Römerstein                 | 1:12:43,9 h |
| 4     | Sebastian Eisenlauer | SC Sonthofen                  | 1:12:49,3 h |
| 5     | Josua Strubel        | SC Seebach                    | 1:13:10,1 h |
| 6     | Valentin Mättig      | WSC Erzgebirge Oberwiesenthal | 1:13:22,4 h |
| 7     | Janosch Brugger      | WSG Schluchsee                | 1:13:57,3 h |
| 8     | Albert Kuchler       | SpVgg Lam                     | 1:14:07,2 h |
| 9     | Philipp Unger        | SV Stützengrün                | 1:14:10,5 h |
| 10    | Toni Esche           | SC Norweger 1896 Annaberg     | 1:14:16,6 h |

Datum: 30. März

Am Start waren 47 Teilnehmer.

### Teamsprint klassisch
| Platz | Landesverband     | Name                            | Verein                                                 | Zeit         |
| ----- | ----------------- | ------------------------------- | ------------------------------------------------------ | ------------ |
| 1     | Bayern            | Lucas Bögl Sebastian Eisenlauer | SC Gaißach SC Sonthofen                                | 25:41,81 min |
| 2     | Bayern            | Josef Fässler Max Olex          | SC Scheidegg SC Partenkirchen                          | 26:24,82 min |
| 3     | Thüringen         | Marius Cebulla Jakob Walther    | SWV Goldlauter SSV Erfurt 02                           | 26:31,04 min |
| 4     | Baden-Württemberg | Andreas Katz Josua Strübel      | SV Baiersbronn SC Seebach                              | 26:42,36 min |
| 5     | Bayern            | Thomas Spötzel Albert Kuchler   | SC Oberstdorf Spvgg Lam                                | 26:50,99 min |
| 6     | Sachsen           | Valentin Mättig Richard Leupold | WSC Erzgebirge Oberwiesenthal SK Dresden-Niedersedlitz | 26:54,95 min |
| 7     | Sachsen           | Philipp Unger Lukas Gross       | SV Stützengrün PSV Schwarzenberg                       | 27:37,26 min |
| 8     | Bayern            | Jakob Lauerer Felian Schubert   | SCMK Hirschau SLV Bernau                               | 27:52,79 min |

Datum: 29. März

### 3 × 5 km Staffel
| Platz | Verein                   | Name                                                  | Zeit         |
| ----- | ------------------------ | ----------------------------------------------------- | ------------ |
| 1     | SWV Goldlauter           | Konstantin Müller Florian Hollandt Marius Cebulla     | 36:44,79 min |
| 2     | SC Oberstdorf            | Thomas Spötzl Marius Bauer Leo Paluka                 | 37:51,29 min |
| 3     | SV Eintracht Frankenhain | Lars-Erick Weick Philipp Horn Jens Filbrich           | 37:55,90 min |
| 4     | SC Sonthofen             | Sebastian Eisenlauer Michael Kuisle Christian Dotzler | 38:24,52 min |
| 5     | SC Neubau Herren         | Luis Schwinger Marius Kastner Lorenz Zapf             | 39:30,11 min |

Datum: 31. März 

Es waren 76 Staffeln am Start.

## Ergebnisse Frauen

### 20 km Freistil Massenstart
| Platz | Name              | Verein                        | Zeit        |
| ----- | ----------------- | ----------------------------- | ----------- |
| 1     | Katharina Hennig  | WSC Erzgebirge Oberwiesenthal | 52:42,7 min |
| 2     | Sandra Ringwald   | ST Schonach-Rohrhardsberg     | 52:53,0 min |
| 3     | Julia Belger      | WSC Erzgebirge Oberwiesenthal | 52:53,3 min |
| 4     | Antonia Fräbel    | WSV Asbach                    | 53:10,6 min |
| 5     | Nadine Herrmann   | Bockauer SV                   | 53:12,4 min |
| 6     | Elisabeth Schicho | SC Schliersee                 | 54:13,2 min |
| 7     | Anne Winkler      | SSV Sayda                     | 55:07,4 min |
| 8     | Celine Mayer      | SC Oberstdorf                 | 55:24,2 min |
| 9     | Stefanie Scherer  | SC Wall                       | 56:18,7 min |
| 10    | Monique Siegel    | SC Norweger 1896 Annaberg     | 56:22,7 min |

Datum: 30. März

Am Start waren 22 Teilnehmerinnen.

### Teamsprint klassisch
| Platz | Landesverband     | Name                               | Verein                                             | Zeit         |
| ----- | ----------------- | ---------------------------------- | -------------------------------------------------- | ------------ |
| 1     | Sachsen           | Katharina Hennig Anne Winkler      | WSC Erzgebirge Oberwiesenthal SSV Sayda            | 22:26,08 min |
| 2     | Sachsen           | Nadine Herrmann Denise Herrmann    | Bockauer SV WSC Erzgebirge Oberwiesenthal          | 22:38,59 min |
| 3     | Baden-Württemberg | Pia Fink Sandra Ringwald           | SV Bremelau ST Schonach-Rohrhardsberg              | 22:48,88 min |
| 4     | Thüringen         | Antonia Fräbel Katherine Sauerbrey | WSV Asbach SC Steinbach - Hallenberg               | 22:49,67 min |
| 5     | Sachsen           | Julia Belger Anna-Maria Dietze     | WSC Erzgebirge Oberwiesenthal Pulsschlag Neuhausen | 22:54,40 min |

Datum: 29. März

### 3 × 3 km Staffel
| Platz | Verein                        | Name                                            | Zeit         |
| ----- | ----------------------------- | ----------------------------------------------- | ------------ |
| 1     | SC Oberstdorf                 | Coletta Rydzek Celine Mayer Laura Gimmler       | 21:25,01 min |
| 2     | WSC Erzgebirge Oberwiesenthal | Julia Belger Angelina Franke Katharina Hennig   | 21:58,63 min |
| 3     | SC Oberstdorf                 | Verena Veith Lou Huth Germana Thannheimer       | 22:08,78 min |
| 4     | SV Oberteisendorf             | Sophia Schneider Lena Bächle Marion Deigentesch | 22:22,22 min |
| 5     | WSV Asbach                    | Antonia Fräbel Luise Gräf Lara Dellit           | 22:44,78 min |

Datum: 31. März 

Es waren 37 Staffeln am Start.

## Mixed

### Staffel
| Platz | Verein                   | Name                                            | Zeit         |
| ----- | ------------------------ | ----------------------------------------------- | ------------ |
| 1     | SC Partenkirchen         | Hanna Kebinger David Zobel Max Olex             | 30:44,19 min |
| 2     | WSV Clausthal-Zellerfeld | Stephanie Jesse Hans Köllner Danilo Riethmüller | 31:03,73 min |
| 3     | SCMK Hirschau            | Miriam Reisnecker Jonas Mendl Jonas Schröter    | 31:25,28 min |
| 4     | SC/TV Gefrees            | Kim Hager Florian Rohde Jonas Seibel            | 31:40,81 min |
| 5     | SC Gaißach               | Vroni Kaltenhauser Benedikt Ertl Lucas Bögl     | 32:22,29 min |

Datum: 31. März 

Es waren 62 Staffeln am Start.